# Armémuseum
L'Armémuseum (letteralmente, Museo dell'Esercito) è il più grande museo militare di Stoccolma, si estende su tre piani nella City di Stoccolma, a nord di Gamla Stan (una delle isole della città).

## Storia
La struttura dell'Armémuseum presenta le caratteristiche di una caserma militare; è stata infatti usata con questa funzione per tutto lOttocento e sino ai primi anni del Novecento. La grande corte che presenta al suo ingresso era uno spazio usato per l'addestramento dei soldati e l'alto muro di cinta impediva l'accesso a estranei.
Le costruzioni sono tre principali e qualche baracca ormai rimossa perché occupavano spazio necessario all'allestimento.
Il primo edificio è il più imponente, fungeva da centro di reclutamento e direttivo, inoltre c'erano le stanze e gli uffici degli ufficiali.
Le altre due costruzioni erano le baracche dei soldati, con i bagni e la mensa in ognuna delle due.

## Contenuto
Il contenuto del museo è molto vario: nella corte sono parcheggiati mezzi militari, carrarmati, trasporti per le truppe e via discorrendo, davanti all'ingresso si può vedere una notevole file di cannoni disposti come su una nave del Settecento tutti dell'epoca stessa.
L'interno è un racconto dettagliato dell'evoluzione della storia militare dalla Preistoria alla storia moderna, dal terzo piano in giù è possibile vedere la mostra in ordine cronologico. Partendo dal terzo piano è possibile vedere le armi vichinghe per poi passare subito al Medioevo, in cui è presente un enorme plastico in cui si illustrano le strategie e le disposizioni dell'esercito, passato anche il Medioevo si arriva al '600 in cui nascono anche i primi tipi di fucili.

Passando al secondo piano si arriva al '700 e '800, in questo piano si può assistere alle battaglie napoleoniche, l'innovazione tecnologica del periodo e anche vedere la disposizione degli accampamenti militari durante le battaglie, inoltre ci sono anche sparatorie che scoppiano quando un visitatore supera certi dispositivi a infrarossi.
Infine il primo piano comprende tutto il '900 partendo però dalla seconda guerra mondiale in cui si vedono equipaggiamento e armi dei soldati di tutti gli schieramenti, poi si passa alla guerra fredda, che comprende anche una bomba atomica del 1950, quattro volte più potente di quella sganciata a Hiroshima, e anche un trasporto truppe multiterreno, inoltre c'è anche la ricostruzione di un bar dell'epoca in cui è possibile anche usare dei fucili, quattro per l'esattezza: ognuno di questi fucili è di un'epoca diversa dall'altro, questo per mostrare la differenza e l'innovazione tra le varie ere.
Per concludere, una volta passato il bar si accede ad una sala in cui c'è una ricchissima raccolta di fucili e moschetti tutti del '700-'800e parecchi tipi di armi moderne (tutte rigorosamente vere), armi che vanno dal 1930 ai nostri tempi, quindi è possibile trovare M16, AK-47 ma anche armi più vecchie come la Mauser o il M1 Garand o ancora l'MP 40.